# Seznam českých mistryň světa
Seznam českých mistryň světa – vítězek mistrovství světa, které reprezentovaly Česko od roku 1993.
Mezi největší sběratelky zlatých kovů zde patří např. skibobistky Alena Housová a Irena Francová-Dohnálková (ta měla deset medailí i před rokem 1993), rychlobruslařka Martina Sáblíková či sportovní rybářka Kateřina Marková.

## Jednotlivkyně
| Mistrovství | Místo                       | Jméno                     | Sport             | Disciplína              | Kategorie / Pozice   |
| ----------- | --------------------------- | ------------------------- | ----------------- | ----------------------- | -------------------- |
| 2007        | Åre                         | Šárka Záhrobská           | alpské lyžování   | slalom                  |                      |
| 1999        | Sevilla                     | Ludmila Formanová         | atletika          | běh na 800 m            |                      |
| 2013        | Moskva                      | Zuzana Hejnová            | atletika          | 400 m překážek          |                      |
| 2015        | Peking                      | Zuzana Hejnová            | atletika          | 400 m překážek          |                      |
| 2007        | Ósaka                       | Barbora Špotáková         | atletika          | hod oštěpem             |                      |
| 2017        | Londýn                      | Barbora Špotáková         | atletika          | hod oštěpem             |                      |
| 1997        | Athény                      | Šárka Kašpárková          | atletika          | trojskok                |                      |
| 1999        | Maebaši                     | Ludmila Formanová         | atletika (hala)   | běh na 800 m            |                      |
| 2001        | Lisabon                     | Pavla Hamáčková           | atletika (hala)   | skok o tyči             |                      |
| 2003        | Chanty-Mansijsk             | Kateřina Holubcová        | biatlon           | jednotlivkyně           |                      |
| 2017        | Hochfilzen                  | Gabriela Soukalová        | biatlon           | sprint                  |                      |
| 2002        | Kodaň                       | Lada Kozlíková            | cyklistika        | dráhová cyklistika      | scratch              |
| 2013        | Minsk                       | Jarmila Machačová         | cyklistika        | dráhová cyklistika      | bodovací závod       |
| 2004        | Les Gets                    | Jana Horáková             | cyklistika        | MTB                     | fourcross            |
| 1998        | Přerov                      | Martina Štěpánková        | cyklistika        | sálová cyklistika       | krasojízda           |
| 1999        | Madeira                     | Martina Štěpánková        | cyklistika        | sálová cyklistika       | krasojízda           |
| 2002        | Dornbirn                    | Martina Štěpánková        | cyklistika        | sálová cyklistika       | krasojízda           |
| 2005        | Oberstdorf                  | Kateřina Neumannová       | klasické lyžování | běh na 10 km (volně)    |                      |
| 2005        | Sapporo                     | Kateřina Neumannová       | klasické lyžování | běh na 10 km (volně)    |                      |
| 2016        | Lisabon                     | Barbora Kodedová          | moderní pětiboj   | ženy                    | laser run            |
| 2008        | Olomouc                     | Dana Brožková             | orientační běh    |                         | long                 |
| 2009        | Miskolc                     | Dana Brožková             | orientační běh    |                         | middle               |
| 2001        |                             | Kateřina Papežíková       | parašutismus      | přesnost přistání       |                      |
| 2007        | Salt Lake City              | Martina Sáblíková         | rychlobruslení    | jednotlivé tratě 3000 m |                      |
| 2007        | Salt Lake City              | Martina Sáblíková         | rychlobruslení    | jednotlivé tratě 5000 m |                      |
| 2008        | Nagano                      | Martina Sáblíková         | rychlobruslení    | jednotlivé tratě 5000 m |                      |
| 2009        | Hamar                       | Martina Sáblíková         | rychlobruslení    | víceboj žen             |                      |
| 2009        | Vancouver                   | Martina Sáblíková         | rychlobruslení    | jednotlivé tratě 5000 m |                      |
| 2010        | Heerenveen                  | Martina Sáblíková         | rychlobruslení    | víceboj žen             |                      |
| 2011        | Inzell                      | Martina Sáblíková         | rychlobruslení    | jednotlivé tratě 5000 m |                      |
| 2012        | Heerenveen                  | Martina Sáblíková         | rychlobruslení    | jednotlivé tratě 3000 m |                      |
| 2012        | Heerenveen                  | Martina Sáblíková         | rychlobruslení    | jednotlivé tratě 5000 m |                      |
| 2013        | Soči                        | Martina Sáblíková         | rychlobruslení    | jednotlivé tratě 5000 m |                      |
| 2015        | Calgary                     | Martina Sáblíková         | rychlobruslení    | víceboj žen             |                      |
| 2015        | Heerenveen                  | Martina Sáblíková         | rychlobruslení    | jednotlivé tratě 3000 m |                      |
| 2015        | Heerenveen                  | Martina Sáblíková         | rychlobruslení    | jednotlivé tratě 5000 m |                      |
| 2016        | Berlín                      | Martina Sáblíková         | rychlobruslení    | víceboj žen             |                      |
| 2016        | Kolomna                     | Martina Sáblíková         | rychlobruslení    | jednotlivé tratě 3000 m |                      |
| 2016        | Kolomna                     | Martina Sáblíková         | rychlobruslení    | jednotlivé tratě 5000 m |                      |
| 2017        | Kangnung                    | Martina Sáblíková         | rychlobruslení    | jednotlivé tratě 5000 m |                      |
| 1993        | Špindlerův Mlýn             | Irena Francová-Dohnálková | skiboby           | slalom                  | —                    |
| 1993        | Špindlerův Mlýn             | Irena Francová-Dohnálková | skiboby           | obří slalom             | —                    |
| 1993        | Špindlerův Mlýn             | Irena Francová-Dohnálková | skiboby           | super G                 | —                    |
| 1993        | Špindlerův Mlýn             | Irena Francová-Dohnálková | skiboby           | kombinace               | —                    |
| 1994        | Adelboden                   | Irena Francová-Dohnálková | skiboby           | super G                 | —                    |
| 1995        | Malles Venosta              | Irena Francová-Dohnálková | skiboby           | slalom                  | —                    |
| 1996        | Villach                     | Irena Francová-Dohnálková | skiboby           | slalom                  | —                    |
| 1996        | Villach                     | Irena Francová-Dohnálková | skiboby           | obří slalom             | —                    |
| 1996        | Villach                     | Irena Francová-Dohnálková | skiboby           | kombinace               | —                    |
| 1997        | Balderschwang               | Irena Francová-Dohnálková | skiboby           | slalom                  | —                    |
| 1997        | Balderschwang               | Irena Francová-Dohnálková | skiboby           | slalom                  | —                    |
| 1997        | Balderschwang               | Irena Francová-Dohnálková | skiboby           | slalom                  | —                    |
| 1997        | Balderschwang               | Irena Francová-Dohnálková | skiboby           | slalom                  | —                    |
| 1998        | Nový Kostel                 | Irena Francová-Dohnálková | skiboby           | slalom                  | —                    |
| 1998        | Nový Kostel                 | Irena Francová-Dohnálková | skiboby           | slalom                  | —                    |
| 1999        | Adelboden                   | Alena Housová             | skiboby           | super G                 | —                    |
| 1999        | Adelboden                   | Alena Housová             | skiboby           | kombinace               | —                    |
| 2000        | St. Johann                  | Alena Housová             | skiboby           | slalom                  | —                    |
| 2002        | Špindlerův Mlýn             | Alena Housová             | skiboby           | slalom                  | —                    |
| 2002        | Špindlerův Mlýn             | Alena Housová             | skiboby           | kombinace               | —                    |
| 2003        | Visla                       | Alena Housová             | skiboby           | slalom                  | —                    |
| 2003        | Visla                       | Alena Housová             | skiboby           | super G                 | —                    |
| 2003        | Visla                       | Alena Housová             | skiboby           | kombinace               | —                    |
| 2004        | Gosau                       | Alena Housová             | skiboby           | slalom                  | —                    |
| 2004        | Gosau                       | Alena Housová             | skiboby           | obří slalom             | —                    |
| 2004        | Gosau                       | Alena Housová             | skiboby           | kombinace               | —                    |
| 2006        | Grächen                     | Alena Housová             | skiboby           | slalom                  | —                    |
| 2006        | Grächen                     | Alena Housová             | skiboby           | obří slalom             | —                    |
| 2006        | Grächen                     | Alena Housová             | skiboby           | super G                 | —                    |
| 2006        | Grächen                     | Alena Housová             | skiboby           | kombinace               | —                    |
| 2007        | Aigen in Mühlkreis          | Alena Housová             | skiboby           | sjezd                   | —                    |
| 2007        | Aigen in Mühlkreis          | Alena Housová             | skiboby           | super G                 | —                    |
| 2011        | Nauders                     | Alena Housová             | skiboby           | sjezd                   | —                    |
| 2011        | Nauders                     | Alena Housová             | skiboby           | obří slalom             | —                    |
| 2011        | Nauders                     | Alena Housová             | skiboby           | super G                 | —                    |
| 2011        | Nauders                     | Alena Housová             | skiboby           | kombinace               | —                    |
| 2012        | Deštné/Aigen                | Alena Housová             | skiboby           | slalom                  | —                    |
| 2012        | Deštné/Aigen                | Alena Housová             | skiboby           | obří slalom             | —                    |
| 2012        | Deštné/Aigen                | Alena Housová             | skiboby           | kombinace               | —                    |
| 2013        | Bad Hofgastein              | Alena Housová             | skiboby           | slalom                  | —                    |
| 2013        | Bad Hofgastein              | Alena Housová             | skiboby           | obří slalom             | —                    |
| 2013        | Bad Hofgastein              | Alena Housová             | skiboby           | super G                 | —                    |
| 2013        | Bad Hofgastein              | Alena Housová             | skiboby           | kombinace               | —                    |
| 2014        | Spital am Semmering         | Alena Housová             | skiboby           | slalom                  | —                    |
| 2014        | Spital am Semmering         | Alena Housová             | skiboby           | super G                 | —                    |
| 2014        | Spital am Semmering         | Alena Housová             | skiboby           | kombinace               | —                    |
| 2012        |                             | Jana Grešová              | sportovní rybolov | plavaná                 | jednotlivkyně        |
| 2015        | Kreischberg                 | Ester Ledecká             | snowboarding      | paralelní slalom        |                      |
| 2017        | Sierra Nevada               | Ester Ledecká             | snowboarding      | paralelní obří slalom   |                      |
| 2019        | Utah                        | Eva Samková               | snowboarding      | snowboardcross          |                      |
| 2013        | Radeče                      | Jana Grešová              | sportovní rybolov | plavaná                 | jednotlivkyně        |
| 2013        | Halle                       | Kateřina Marková          | sportovní rybolov | rybolovná technika      | muška na cíl         |
| 2013        | Halle                       | Kateřina Marková          | sportovní rybolov | rybolovná technika      | zátěž arenberg       |
| 2013        | Halle                       | Tereza Havelková          | sportovní rybolov | rybolovná technika      | zátěž na cíl         |
| 2013        | Halle                       | Kateřina Marková          | sportovní rybolov | rybolovná technika      | multi na cíl         |
| 2013        | Halle                       | Jana Broncková            | sportovní rybolov | rybolovná technika      | multi dálka obouruč  |
| 2013        | Halle                       | Kateřina Marková          | sportovní rybolov | rybolovná technika      | sedmiboj             |
| 2014        | Szamotuły                   | Kateřina Marková          | sportovní rybolov | rybolovná technika      | muška na cíl         |
| 2014        | Szamotuły                   | Kateřina Marková          | sportovní rybolov | rybolovná technika      | zátěž arenberg       |
| 2014        | Szamotuły                   | Kateřina Marková          | sportovní rybolov | rybolovná technika      | zátěž dálka jednoruč |
| 2014        | Szamotuły                   | Kateřina Marková          | sportovní rybolov | rybolovná technika      | multi na cíl         |
| 2014        | Szamotuły                   | Kateřina Marková          | sportovní rybolov | rybolovná technika      | sedmiboj             |
| 2015        | Hosín                       | Kateřina Marková          | sportovní rybolov | rybolovná technika      | muška na cíl         |
| 2015        | Hosín                       | Kateřina Marková          | sportovní rybolov | rybolovná technika      | muška dálka jednoruč |
| 2015        | Hosín                       | Tereza Havelková          | sportovní rybolov | rybolovná technika      | zátež arenberg       |
| 2015        | Hosín                       | Kateřina Marková          | sportovní rybolov | rybolovná technika      | zátěž dálka jednoruč |
| 2015        | Hosín                       | Kateřina Marková          | sportovní rybolov | rybolovná technika      | multi na cíl         |
| 2015        | Hosín                       | Tereza Havelková          | sportovní rybolov | rybolovná technika      | multi dálka obouruč  |
| 2015        | Hosín                       | Kateřina Marková          | sportovní rybolov | rybolovná technika      | pětiboj              |
| 2015        | Hosín                       | Kateřina Marková          | sportovní rybolov | rybolovná technika      | sedmiboj             |
| 2016        | Castellón                   | Tereza Havelková          | sportovní rybolov | rybolovná technika      | zátěž na cíl         |
| 2016        | Castellón                   | Tereza Havelková          | sportovní rybolov | rybolovná technika      | pětiboj              |
| 2011        | mistryně vyhlašuje federace | Petra Kvitová             | tenis             | dvouhra                 | ženy                 |
| 2011        | Bled                        | Miroslava Knapková        | veslování         | skif                    |                      |
|             |                             |                           |                   |                         |                      |

## Družstva a štafety
| Mistrovství | Místo                       | Jméno                                                     | Sport             | Disciplína         | Kategorie / Pozice |
| ----------- | --------------------------- | --------------------------------------------------------- | ----------------- | ------------------ | ------------------ |
| 1993        | Borowec                     | Jana Kulhavá, J. Adamičková, I. Knížková, E. Háková       | biatlon           | štafeta 4×7,5 km   |                    |
| 1993        | Borowec                     | Jiřina Adamičková, J. Kulhavá, I. Knížková, E. Háková     | biatlon           | štafeta 4×7,5 km   |                    |
| 1993        | Borowec                     | Iveta Knížková, J. Adamičková, J. Kulhavá, E. Háková      | biatlon           | štafeta 4×7,5 km   |                    |
| 1993        | Borowec                     | Eva Háková, J. Kulhavá, J. Adamičková, I. Knížková        | biatlon           | štafeta 4×7,5 km   |                    |
| 2014        | Deep Creek Lake             | medaile se neudělovaly K. Hošková, M. Jančová, M. Satková | kanoistika        | vodní slalom       | C1 hlídky          |
| 2013        | Halle                       | Tereza Havelková, K. Marková                              | sportovní rybolov | rybolovná technika | družstva           |
| 2013        | Halle                       | Kateřina Marková, T. Havelková                            | sportovní rybolov | rybolovná technika | družstva           |
| 2014        | Szamotuły                   | Kateřina Marková, T. Havelková                            | sportovní rybolov | rybolovná technika | družstva           |
| 2014        | Szamotuły                   | Tereza Havelková, K. Marková                              | sportovní rybolov | rybolovná technika | družstva           |
| 2015        | Hosín                       | Kateřina Marková, T. Havelková                            | sportovní rybolov | rybolovná technika | družstva           |
| 2015        | Hosín                       | Tereza Havelková, K. Marková                              | sportovní rybolov | rybolovná technika | družstva           |
| 1997        | mistryně vyhlašuje federace | Jana Novotná, L. Davenportová                             | tenis             | čtyřhra            | ženy               |
| 2011        | mistryně vyhlašuje federace | Květa Peschkeová, K. Srebotniková                         | tenis             | čtyřhra            | ženy               |

## Smíšené dvojice a družstva
| Mistrovství | Místo       | Jméno                                                   | Sport           | Disciplína        | Kategorie / Pozice |
| ----------- | ----------- | ------------------------------------------------------- | --------------- | ----------------- | ------------------ |
| 2015        | Kontiolahti | Veronika Vítková, G. Soukalová, M. Šlesingr, O. Moravec | biatlon         | smíšená štafeta   |                    |
| 2015        | Kontiolahti | Gabriela Soukalová, V. Vítková, M. Šlesingr, O. Moravec | biatlon         | smíšená štafeta   |                    |
| 1995        | Birmingham  | Radka Kovaříková, R. Novotný                            | krasobruslení   | sportovní dvojice |                    |
| 2015        | Berlín      | Natálie Dianová, J. Kuf                                 | moderní pětiboj | smíšené štafety   |                    |
| 2016        | Lisabon     | Barbora Kodedová, O. Polívka                            | moderní pětiboj | smíšené štafety   | laser run          |

## Kolektivy
| Mistrovství | Místo     | Jméno                  | Sport    | Disciplína | Kategorie / Pozice |
| ----------- | --------- | ---------------------- | -------- | ---------- | ------------------ |
| 2017        | Pardubice |                        | hokejbal |            |                    |
| 1           |           | Šárka Znamenáčková, +5 | rafting  |            |                    |
| 2           |           | Šárka Znamenáčková, +5 | rafting  |            |                    |
| 3           |           | Šárka Znamenáčková, +5 | rafting  |            |                    |
| 4           |           | Šárka Znamenáčková, +5 | rafting  |            |                    |
| 5           |           | Šárka Znamenáčková, +5 | rafting  |            |                    |
| 6           |           | Šárka Znamenáčková, +5 | rafting  |            |                    |
| 7           |           | Šárka Znamenáčková, +5 | rafting  |            |                    |
|             |           |                        |          |            |                    |

## Přehled vítězství podle sportů
| Sport             | Disciplíny | Ženy | Odkazy                                          | kontrola |
| ----------------- | ---------- | ---- | ----------------------------------------------- | -------- |
| Atletika          | 6          | 8    | přehled medailí                                 | k 2018   |
| Badminton         |            | 0    | přehled medailí                                 |          |
| Biatlon           | 4          | 3,5  | přehled medailí                                 | k 2019   |
| Cyklistika        |            |      |                                                 |          |
| Gymnastika        |            |      | přehled medailí: moderní a sportovní gymnastika |          |
| Házená            |            |      |                                                 |          |
| Hokejbal          |            | 1    | přehled medailí                                 |          |
| Kanoistika        |            |      | rychlost, slalom                                |          |
| Klasické lyžování |            |      |                                                 |          |
| Krasobruslení     | 1          | 0,5  | přehled medailí                                 | k 2019   |
| Lední hokej       |            |      |                                                 |          |
| Orientační běh    |            | 2    | přehled medailí                                 |          |
| Parašutismus      |            |      |                                                 |          |
| Rafting           |            | 7+   | (na české wikipedii) není zpracováno            |          |
| Rychlobruslení    |            |      |                                                 |          |
| Skiboby           |            | 45+  | přehled medailí                                 |          |
| Skoky na lyžích   |            |      |                                                 |          |
| Snowboarding      | 3          | 3    | přehled medailí                                 | k 2019   |
| Sportovní lezení  |            | 0    |                                                 |          |
| Sportovní rybolov |            | 26+  |                                                 |          |
| Sportovní střelba |            |      |                                                 |          |
| Šachy             |            |      |                                                 |          |
| Šerm              |            | 0    | (na české wikipedii) není zpracováno            |          |
| Tenis             |            |      |                                                 |          |
| Volejbal          |            |      |                                                 |          |